# Provinz Tocopilla
Die Provinz Tocopilla (spanisch Provincia de Tocopilla) ist eine Provinz in der chilenischen Región de Antofagasta. Die Hauptstadt ist Tocopilla. Beim Zensus 2017 lag die Einwohnerzahl bei 31.643 Personen. Die Provinz ist nach ihrer Hauptstadt benannt.

## Geographie
Das Gebiet der Provinz erstreckt sich vom Vorgebirge bis zu den Küstenebenen. Das Klima und die Vegetation sind eher trocken, außerdem gibt es eine große topografische Vielfalt: im äußersten Osten befinden sich die Vorgebirge mit hohen Erhebungen, Tälern und schroffen Ebenen; die Pampa del Tamarugal in der zentralen Hochebene und die Cordillera de la Costa, die hoch und massiv ist und als Steilküste zu den schmalen Küstenebenen abfällt.

## Wirtschaft
Der Hafenkomplex von Tocopilla erzeugt eine wichtige wirtschaftliche Aktivität, die mit dem Salpeterabbau in den Städten María Elena und Pedro de Valdivia verbunden ist. Das wichtigste thermoelektrische Kraftwerk befindet sich in Tocopilla, das wichtige Sektoren im Norden Chiles versorgt. In der gleichen Stadt ging die landwirtschaftliche Aktivität aufgrund der Überbeanspruchung der Fischereiressourcen erheblich zurück.

## Gemeinden
Die Provinz Tocopilla gliedert sich in zwei Gemeinden:
- Tocopilla
- María Elena